# Бой при Койданове
Бой при Койданове — бой авангарда 3-й Западной армии под командованием генерала К.О. Ламберта с отступавшим отрядом наполеоновских войск под командованием генерала Ф.К. Косецкого, произошедший 3 (15) ноября в районе Койданова во время Отечественной войны 1812 года.
После поражения при Новом Свержене Косецкий отступил к местечку Койданов (ныне — Дзержинск). Он отправил посыльного к губернатору с просьбой разрешить дальнейший отход. Брониковский потребовал удерживать русских на занимаемой позиции.
В свою очередь, Ламберт после незначительной стычки захватил деревню Микуличи недалеко от Койданова, а Орурк вышел к Яченке. Отряд Воинова начал переправу через Неман в Столбцах. Отряд Чаплица выдвинулся на правый фланг для прикрытия от возможных действий дивизии Домбровского. 2 (14) ноября он дошёл до местечка Пясечна.
3 (15) ноября Ламберт подошёл к Койданову с кавалерией и при поддержке 12 орудий атаковал Косецкого. Косецкий не стал удерживать позицию в местечке и стал отступать в направлении Минска. Ламберт, стараясь окружить отступавшего противника, послал в обход слева и справа конницу, в то время как остальные войска преследовали по дороге. В десяти верстах за Койдановом Косецкий попытался прикрыть отступление части войск двумя батальонами и кавалерией. Кавалерия была разбита Житомирским драгунским полком и частью была пленена, частью отступила до Прилук, преследуемая казаками. Косецкий с сотней улан успел бежать. Оставшиеся два батальона, окружённые со всех сторон, продолжали отстреливаться и отразили несколько атак русской кавалерии. После обстрела картечью с подошедших четырёх орудий они сдались. Русским достались так же два знамени и два орудия.
К вечеру Ламберт вышел к Гричино. Орурк, двигавшийся левее — к местечку Волме; Воинов, идущий по его следам — к Рубежевичам. В распоряжении Брониковского в Минске вместе с остатками отряда Косецкого оставалось всего 2000 солдат.